# Destination Docklands (álbum)
Destination Docklands, the London Concert (originalmente Jarre Live) es el tercer álbum en vivo de Jean-Michel Jarre. En este álbum se incluyen 14 de los 19 temas interpretados en los conciertos Destination Docklands que se celebraron en el Royal Victoria Docks, Docklands, Londres el sábado 8 y el domingo 9 de octubre de 1988, coincidiendo con el estreno del álbum de estudio Revolutions.

## Concierto "Destination Docklands"
A los conciertos londinenses se estiman que asistieron alrededor de 100.000 personas (según Simon Bates, aproximadamente 30 mil espectadores estaban sentados en las gradas y otros 70.000 estaban de pie, sin incluir las personas que vieron el concierto desde las calles aledañas y de sus casas), esto sumado a la transmisión en vivo del primer concierto por la BBC en su señal "BBC Radio One". Fue acompañado por músicos de todo tipo, principalmente por el guitarrista del grupo The Shadows y amigo de Jarre Hank Marvin, quien participó en los temas London Kid (el cual fue compuesto por ambos) y Fourth Rendez-Vous (donde hace un solo de guitarra en el final del tema). Además de Marvin, fue acompañado también por Mireille Pombo y el Coro de Niños de Mali en el tema September, así como también por Kudsi Erguner en la Flauta Turca y Setsuko Yamada en la performance de baile en el tema Revolution, Revolutions.
Posterior al concierto y además de lanzarse el álbum se estrena el VHS con el video del concierto.

## Lista de temas

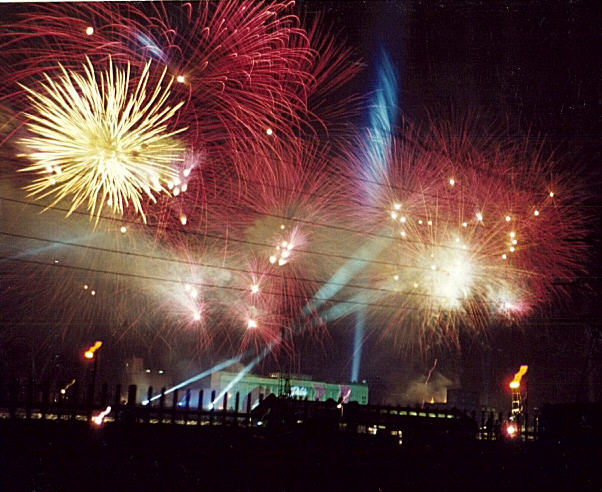
Fuegos Artificiales lanzados durante el concierto.

La primera edición (como Jarre Live) se realizó en los formatos LP, CS y CD; mientras que la segunda edición (como Destination Docklands) solo se realizó en CD. Sin embargo los temas son los mismos, sin embargo existen diferencias entre el formato LP y los formatos CS y CD.

### Formato LP
| Lado A |                                                                                           |        |                        |          |  |
| N.º    | Título                                                                                    | Música | Álbum original         | Duración |  |
| 1.     | «Revolutions (introduction)» (Bajo sintético y batería del comienzo del tema Revolutions) | Jarre  | Revolutions            | 1:03     |  |
| 2.     | «Industrial Revolution, overture»                                                         | Jarre  | Revolutions            | 3:00     |  |
| 3.     | «Industrial Revolution, parts 1-2-3» (Resumen de los tres temas)                          | Jarre  | Revolutions            | 5:45     |  |
| 4.     | «Les Chants Magnetiques, part 2»                                                          | Jarre  | Les Chants Magnetiques | 4:09     |  |
| 5.     | «Oxygene, part 4»                                                                         | Jarre  | Oxygene                | 3:46     |  |
| 6.     | «Computer Weekend»                                                                        | Jarre  | Revolutions            | 5:18     |  |

| Lado B |                      |                       |                |          |  |
| N.º    | Título               | Música                | Álbum original | Duración |  |
| 1.     | «Revolutions»        | Jarre & Kudsi Erguner | Revolutions    | 3:52     |  |
| 2.     | «Fourth Rendez-vous» | Jarre feat. Marvin    | Rendez-Vous    | 4:16     |  |
| 3.     | «Second Rendez-vous» | Jarre                 | Rendez-vous    | 8:54     |  |
| 4.     | «The Emigrant»       | Jarre                 | Revolutions    | 3:53     |  |

### Formato CS, CD
En formato CD, los temas están de corrido.
| Lado A |                                                                                           |                       |                        |          |  |
| N.º    | Título                                                                                    | Música                | Álbum original         | Duración |  |
| 1.     | «Revolutions (introduction)» (Bajo sintético y batería del comienzo del tema Revolutions) | Jarre                 | Revolutions            | 1:03     |  |
| 2.     | «Industrial Revolution, overture»                                                         | Jarre                 | Revolutions            | 3:00     |  |
| 3.     | «Industrial Revolution, parts 1-2-3» (Resumen de los tres temas)                          | Jarre                 | Revolutions            | 5:45     |  |
| 4.     | «Les Chants Magnetiques, part 2»                                                          | Jarre                 | Les Chants Magnetiques | 4:09     |  |
| 5.     | «Oxygene, part 4»                                                                         | Jarre                 | Oxygene                | 3:46     |  |
| 6.     | «Computer Weekend»                                                                        | Jarre                 | Revolutions            | 5:18     |  |
| 7.     | «Revolutions»                                                                             | Jarre & Kudsi Erguner | Revolutions            | 3:52     |  |

| Lado B |                      |                    |                |          |  |
| N.º    | Título               | Música             | Álbum original | Duración |  |
| 8.     | «London Kid»         | Jarre              | Revolutions    | 4:54     |  |
| 9.     | «Fourth Rendez-vous» | Jarre feat. Marvin | Rendez-Vous    | 4:16     |  |
| 10.    | «Second Rendez-vous» | Jarre              | Rendez-vous    | 8:54     |  |
| 11.    | «September»          | Jarre              | Revolutions    | 4:45     |  |
| 12.    | «The Emigrant»       | Jarre              | Revolutions    | 3:53     |  |

## Crítica
La crítica no estuvo muy a favor de este álbum tanto que la página de internet all music solo le otorgó 2 estrellas de 5 (2/5)**
- Datos: Q19892427